# Forte de Nossa Senhora da Salvação (Ponta Delgada)
O Forte de Nossa Senhora da Salvação, também referido como Forte da Salvação de Santa Clara, Castelinho de Santa Clara ou simplesmente Forte de Santa Clara, dado o desaparecimento de seu vizinho homónimo (Forte de Santa Clara), localiza-se na cidade de Ponta Delgada, na costa sudoeste da ilha de São Miguel, nos Açores.

## História
Esta fortificação foi erguida com a função de repressão ao contrabando no porto de Ponta Delgada.
No contexto da instalação da Capitania Geral dos Açores, o seu estado foi assim reportado em 1767:
"24.° — Forte de Nossa Senhora da Salvação. Tem 5 canhoneiras e 2 peças de bronze boas: precisa mais 3."
Ao final do século XVIII, a Relação dos Castelos e mais Fortes da Ilha de S. Miguel do seu estado do da sua Artelharia, Palamentas, Muniçoens e do q.' mais precizam, pelo major engenheiro João Leite de Chaves e Melo Borba Gato, informava:
"Os Fortes de S.ta Clara, e Salvação - Ambos na costa do Sul e soburbio da Cid.de totalm.te inuteus segd.o a sua cituação, porq.' não tem q.' defender, por ser toda a costa adjacente inacecivel por mar: tem cada hu' hu'a p.ça de bronze e extrahidas do Castello de S. Braz, qd.o se edificarão p.a pretextar extravios da Fazenda Real, q.' nestas Ilhas tem sido, hem a Mexericordia, e Camara, o alvo d'agitada ambição de meia duzia de monopolistas, e o instrumento, nas suas mãos, de lacerar a probreza, de lhe exgotar o sangue, e aniquilar os braços uteis do Estado como no estado do mapa se demonstra."
Atualmente em ruínas, é objeto de projeto de prospecção arqueológica, sob responsabilidade da Direcção Regional da Cultura do Governo dos Açores, sob a coordenação do arqueólogo Ricardo Erasun Cortés.

## Características
Tratava-se de uma simples bateria, artilhada com apenas uma peça. Não foram localizados detalhes complementares sobre a sua edificação ou evolução.